# Birkungen

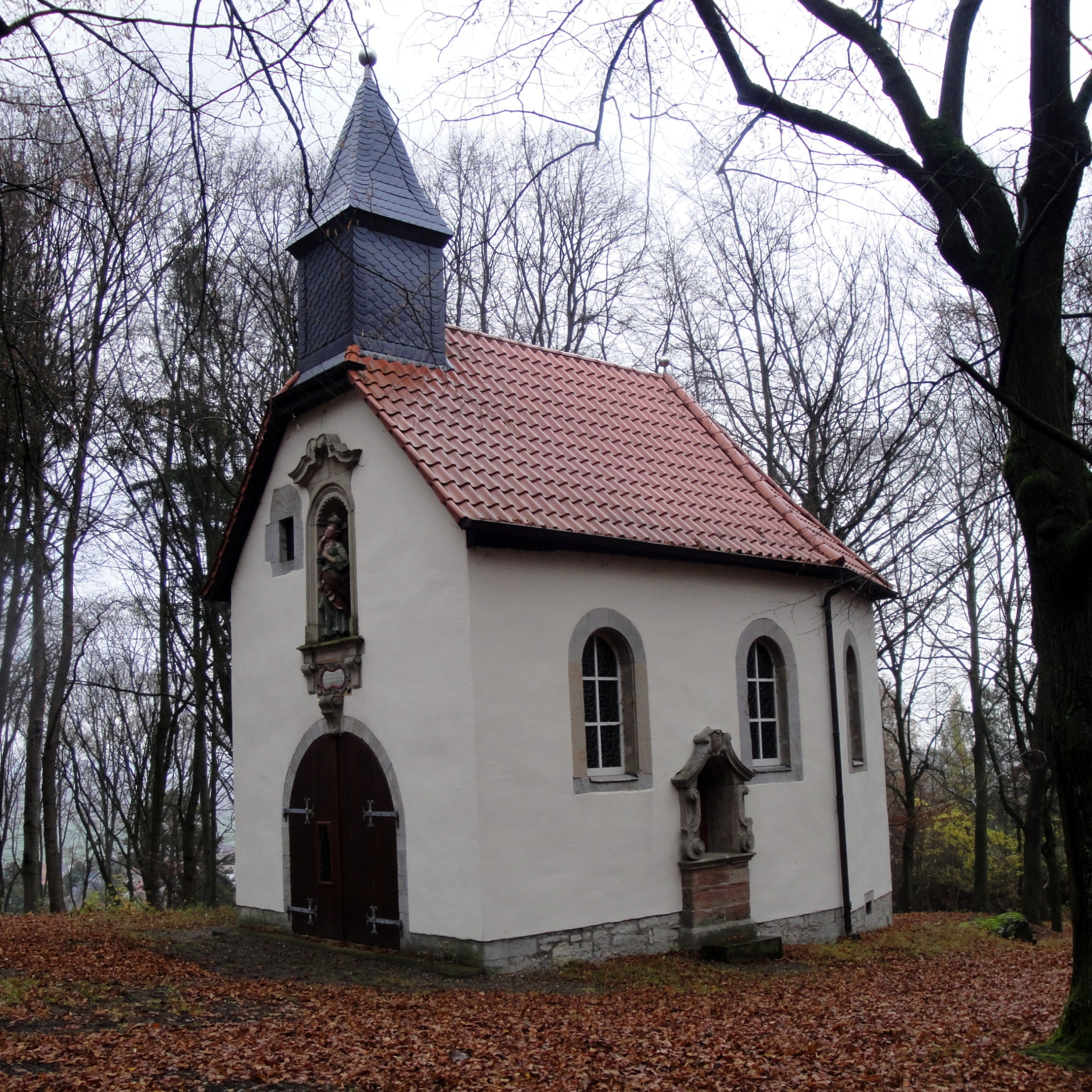
Waldkapelle in Birkungen

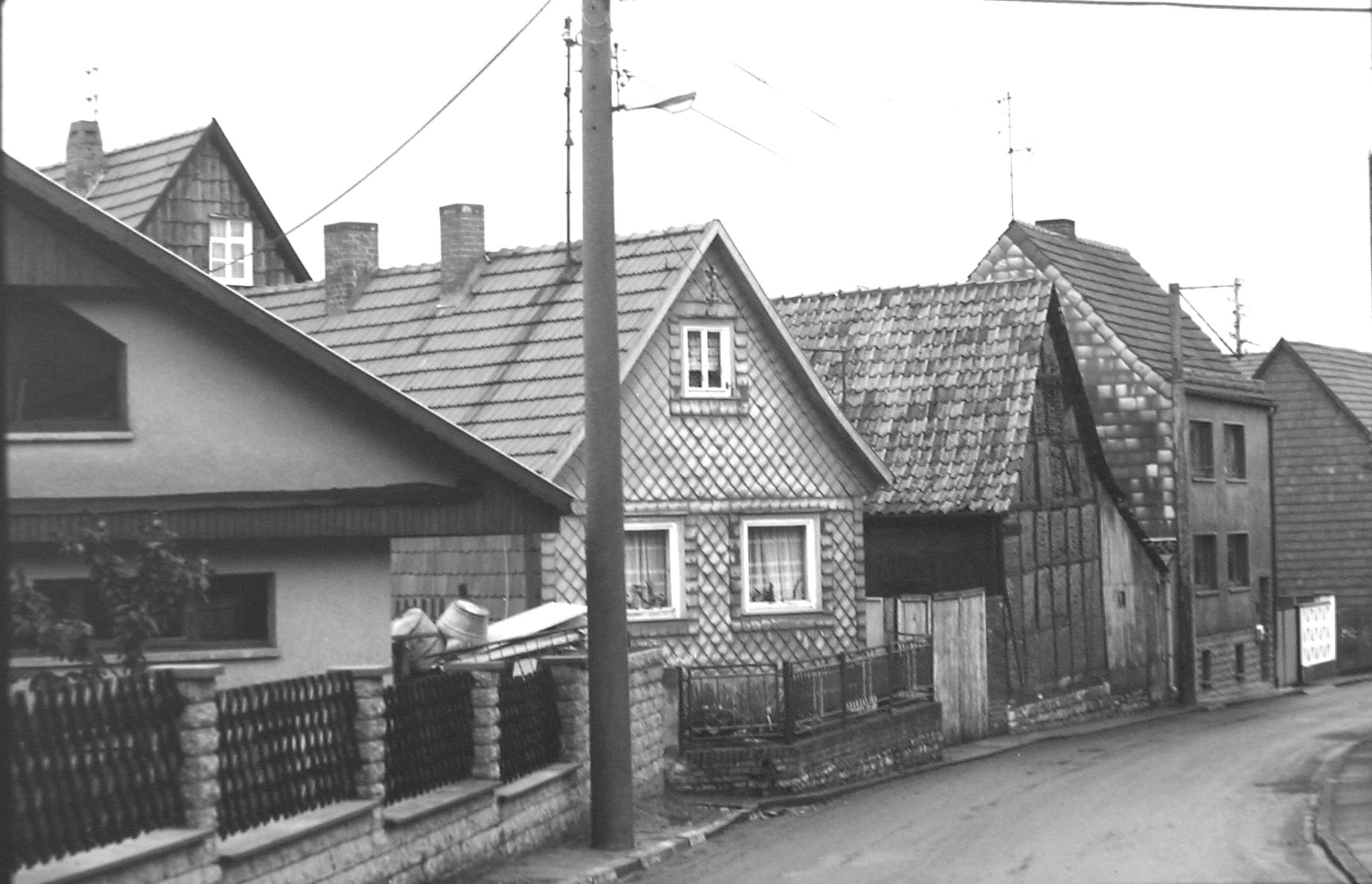
Birkungen im Jahr 1988

Birkungen ist ein Stadtteil von Leinefelde-Worbis im Landkreis Eichsfeld in Thüringen.

## Lage
Der Ort Birkungen befindet sich etwa zwei Kilometer südöstlich der Altstadt von Leinefelde am Nordrand des Dün. Am östlichen Ortsrand befindet sich die Talsperre Birkungen, in ihr werden die Linke und die Ohne, Zuflüsse der Wipper aufgestaut.

## Geschichte
Die erste urkundliche Erwähnung von Birkungen als Berkungen auch Berchungen fällt ins Jahr 1191. Ungefähr einen Kilometer südlich des Ortes, auf dem nördlichen Teil des Wingert genannten Höhenzuges, befindet sich die 1256 erstmals urkundlich erwähnte Burg Birkenstein.
Der Bau einer Kirche fand um 1516 statt. Zwischen Leinefelde und Birkungen befand sich das Dorf Kirrode, heute eine Wüstung, es wurde um 1430 aufgegeben. Dicht bei der Ortslage befand sich auch das Kloster Rippenstein – belegt durch den Flurnamen Burg.
Der Nachbarort Leinefelde war von 1772 bis 1867 eine Filiale der Pfarrei von Birkungen. Ihr Pfarrer Phillipp Meysing wirkte 1815 bis 1864 in Leinefelde. Der erste eigene Leinefelder Pfarrer wurde 1868 der dortigen Gemeinde vorgestellt.
Auf dem sogenannten Kalvarienberg befindet sich eine Kapelle. Birkungen gehörte bis zur Säkularisation 1802 zu Kurmainz. 1802 bis 1807 wurde der Ort preußisch und kam dann zum Königreich Westphalen. Ab 1815 war er Teil der preußischen Provinz Sachsen  (Kreis Worbis).
Das Dorf Birkungen zählte um 1840 laut einer statistischen Untersuchung 966 katholische und 3 evangelische Einwohner. Man notierte 176 Wohnhäuser, 235 Stallungen und Scheunen, sechs Gemeindehäuser, zwei Krüge und drei Schenken. Die Schule besuchten schulpflichtige 85 Knaben und 91 Mädchen.
Im Ort betrieb man zu dieser Zeit nur die handwerkliche Leinenweberei und Textilfertigung. Man zählte 6 Leinwebstühle, 25 Kattunwebstühle, 3 Wolltuchwebstühle.
Als sonstige Gewerbe- und Handwerksbetriebe nennt die Übersicht:
zwei Schlächter, ein Bäcker, vier Schuhmacher, drei Schneider, vier Tischler, drei Stellmacher, zwei Böttcher, zwei Ziegeldecker, ein Töpfer, zwei Grobschmiede, zwei Kalkbrenner. Im Ort lebten ferner 19 Knechte und 20 Mägde. Es gab zwei Ziegeleien und zwei Mahlmühlen. Fünf Lebensmittelhändler (Victualienhändler) und drei Schankwirte versorgten den Ort mit Lebensmitteln.
Der gesamte Viehbestand umfasste 85 Pferde, 5 Esel, 216 Rinder, 3027 Schafe, 25 Ziegen und 137 Schweine. Die Dorfflur von Birkungen umfasste 6210 Morgen Fläche, die landwirtschaftliche Nutzfläche umfasste davon 3721 Morgen Ackerland, 38 Morgen Gartenland, 379 Morgen Wiesen und 107 Morgen Weiden. Ferner wurden 447 Morgen Gemeindewald und 1109 Morgen Staatswald. 400 Morgen werden als Brachland genannt.
Der Ertrag aus Geflügelhaltung und Bienenzucht war ebenso bedeutsam.
Seit 1924 war im Ort eine ausschließlich elektrisch angetriebene Mahlmühle im Betrieb, sie ersetzte zwei mittelalterliche Mahlmühlen.
Am 23. September 1995 wurde der Ort Birkungen im Rahmen einer Gebietsreform in die Stadt Leinefelde eingegliedert.
Seit 2016 besteht eine Gemeindepartnerschaft zu Nowe in Polen.

## Verkehr
Der Ort hat einen Haltepunkt an der Bahnstrecke Gotha–Leinefelde.

## Sehenswürdigkeiten

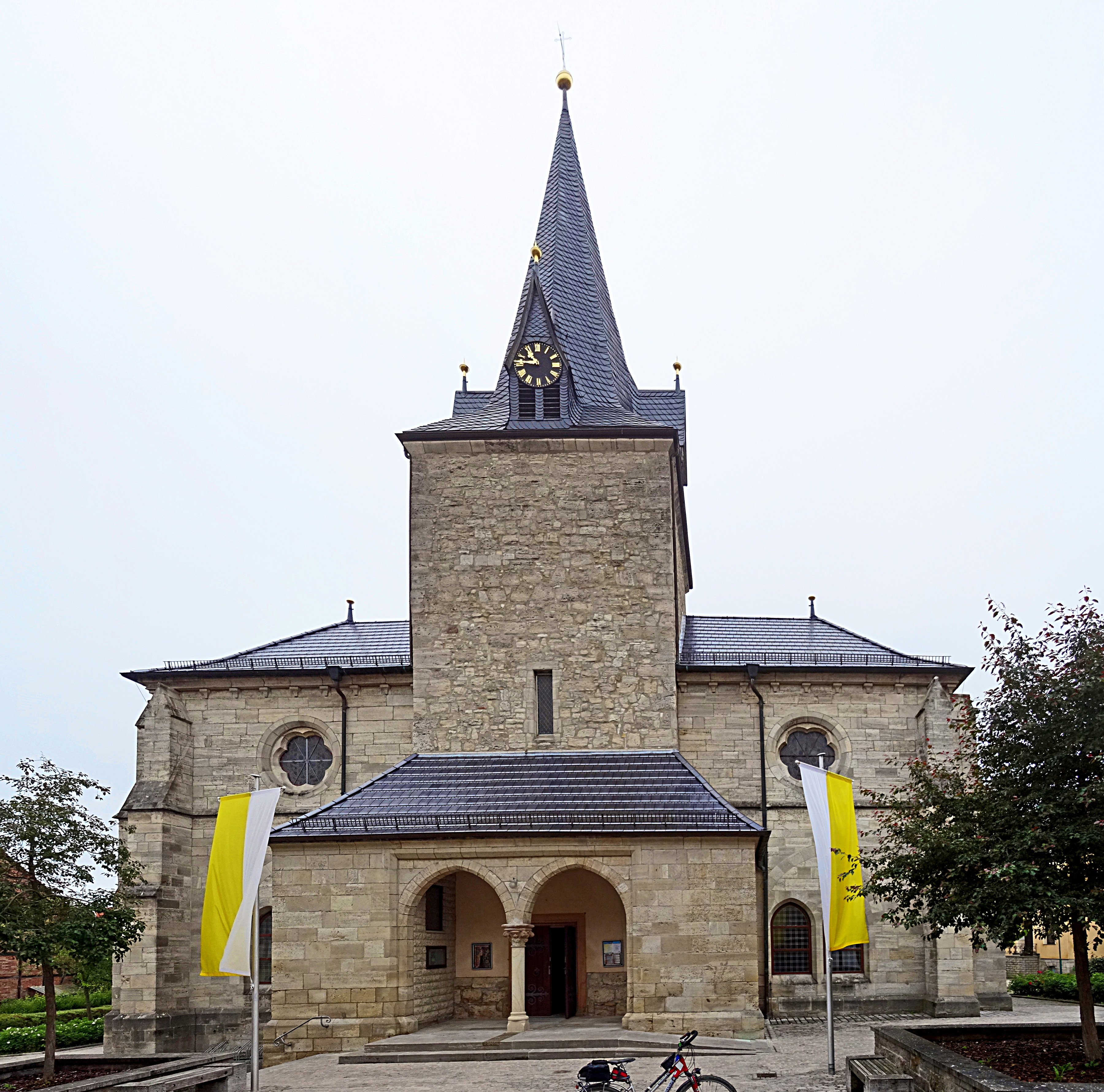
Römisch-katholische Kirche St. Johannes der Täufer

- Der Ort ist durch die nahe gelegene Talsperre Birkungen bekannt.
- Römisch-katholische Filialkirche St. Johannes der Täufer

## Persönlichkeiten
- Joseph Hunold (1817–1913), Maler
- Ferdinand Doelle (1875–1935), franziskanischer Ordenshistoriker
- Herman Joseph Meysing (1886–1963), Erzbischof von Bloemfontein in Südafrika